# John E. Walker
John Ernest Walker (Halifax, 7 januari 1941) is een Brits scheikundige en Nobelprijswinnaar. Hij won in 1997 samen met Paul D. Boyer de Nobelprijs voor de Scheikunde voor zijn verklaring van het enzymatische mechanisme bij de synthese van ATP. Hij deelt deze prijs met Jens C. Skou die de prijs echter voor een ander onderzoek kreeg.

## Biografie
Walker werd geboren als zoon van de steenhouwer Thomas Ernest Walker en Elsie Lawtondie, een amateurmusicus. Walker komt uit een gezin met twee jongere zusters en studeerde aan de Rastrick Grammar School. Op deze school was hij een fanatiek sporter. Hij specialiseerde zich in fysieke wetenschappen en wiskunde. Tevens haalde hij een bachelorgraad aan het St Catherine's College te Oxford.
Walker begon in 1965 samen met Edward Abrahamin aan de Universiteit van Oxford een studie naar peptide antibiotica. In 1969 behaalde hij de graad Doctor of Philosophy. Tijdens deze periode raakte hij geïnteresseerd in de ontwikkelingen in moleculaire biologie.
Van 1969 tot 1971 was Walker werkzaam aan de Universiteit van Wisconsin-Madison. Van 1971 tot 1974 werkte hij in Frankrijk, bij het CNRS en het Pasteur-instituut. In 1974 ontmoette hij tijdens een workshop aan de Universiteit van Cambridge Fred Sanger. Deze ontmoeting resulteerde in een uitnodiging om een functie te aanvaarden aan het Laboratory of Molecular Biology of the Medical Research Council. Hij is hier langere tijd in functie geweest.
Walker bestudeerde proteïnes en ontdekte daarbij details over de gemodificeerde genetische code in mitochondria. In 1978 besloot hij chemische methodes voor proteïnes toe te passen op membraanproteïnes. Zijn belangrijkste werk betrof de studie naar de structurele samenstelling van adenosinetrifosfaat (ATP), een molecuul dat energie transporteert in lichaamscellen. Hij en zijn team aan MRC spendeerde meer dan vijftien jaar aan het analyseren van dit molecuul, gebruikmakend van chemische en röntgenmethodologie. In 1994 publiceerde hij de resultaten van zijn onderzoek, wat op zijn beurt een moleculaire basis verschafte voor het meer theoretische werk van de Amerikaanse chemicus Paul D. Boyer uit der jaren vijftig.
Walker trouwde in 1963 met Christina Westcott. Uit dit huwelijk zijn twee dochters voortgekomen. In 1999 ontving hij een eredoctoraat aan de Rijksuniversiteit Groningen, in 2012 werd hij onderscheiden met de Copley Medal.  Walker werd in 1998 directeur van de MRC Dunn Human Nutrition Unit in Cambridge, later hernoemd tot MRC Mitochondrial Biology Unit.